# V Air
V Air (chinesisch 威航, im Markenauftritt V air) war eine taiwanische Billigfluggesellschaft mit Sitz in Taipeh und Basis auf dem Flughafen Taiwan Taoyuan. Sie ist eine Tochtergesellschaft der TransAsia Airways. Am 30. September 2016 erfolgte der letzte Flug der V Air, am 22. November der letzte Flug der Muttergesellschaft TransAsia Airways.
V Air bediente von Taipeh aus Ziele in Ostasien.

## Flotte
Zuletzt bestand die Flotte der V Air aus vier Flugzeugen:
| Flugzeugtyp     | Anzahl |
| --------------- | ------ |
| Airbus A320-200 | 2      |
| Airbus A321-200 | 2      |
| Gesamt          | 4      |